# Салютна вулиця (Київ)
Салю́тна ву́лиця — вулиця в Шевченківському районі міста Києва, місцевість Нивки. Пролягає від вулиці  Мрії до вулиці Януша Корчака.
Прилучаються вулиці Данила Щербаківського, Олександра Бринжали, Володимира Жаботинського, бульвар Павла Вірського та Салютний провулок.

## Історія
Виникла у середині XX століття під назвою 872-га Нова вулиця. Сучасна назва — з 1953 року. Почала забудовуватися у 1960-х роках. Більшість житлових будинків становлять п'ятиповерхові «хрущовки».

## Установи та заклади
- Гуртожиток Медичної академії післядипломної освіти (буд. № 1-А)
- Компанія «Украфлора» (буд. № 2-В)
- Територіальний центр комплектування та соціальної підтримки Шевченківського району (буд. № 4)
- Дитяча поліклініка Шевченківського району № 5 (буд. № 23)
- Дитячо-юнацька футбольна школа «Динамо» імені Валерія Лобановського (буд. № 35)
- Школа-інтернат № 23 «Кадетський корпус»  (буд. № 11-А)
- Дитяча інженерна академія

## Цікаві факти
Адреса школи-інтернату № 23 «Кадетський корпус» — буд. № 11-а, хоча фактично цей заклад розташований між будинками № 35 і № 39.  Можливо, послідовність нумерації непарного боку вулиці було порушено навмисно (з міркувань секретності), оскільки об'єкт ще за радянських часів був закритим і належав до системи Міністерства оборони СРСР. 

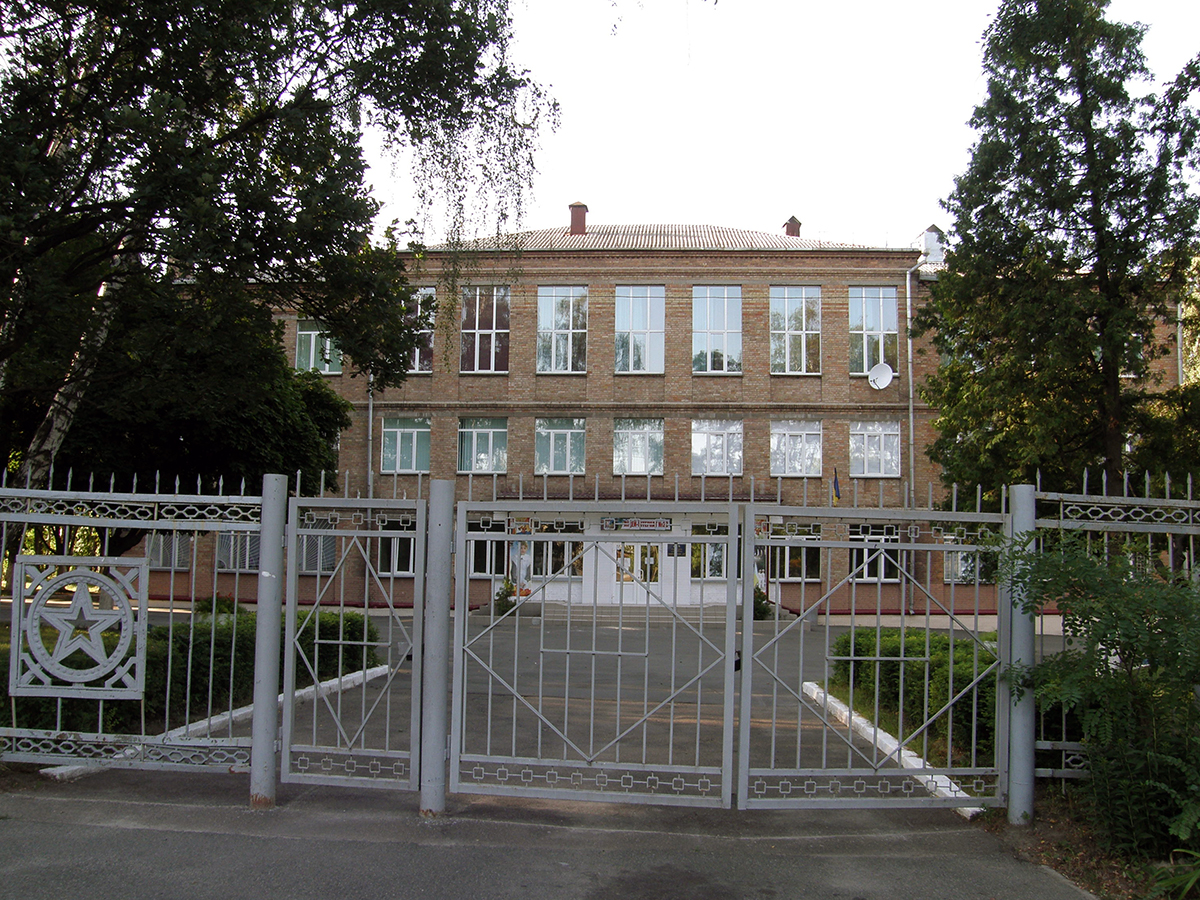
ліцей-інтернат № 23 «Кадетський корпус», типовий проєкт 2-02-73
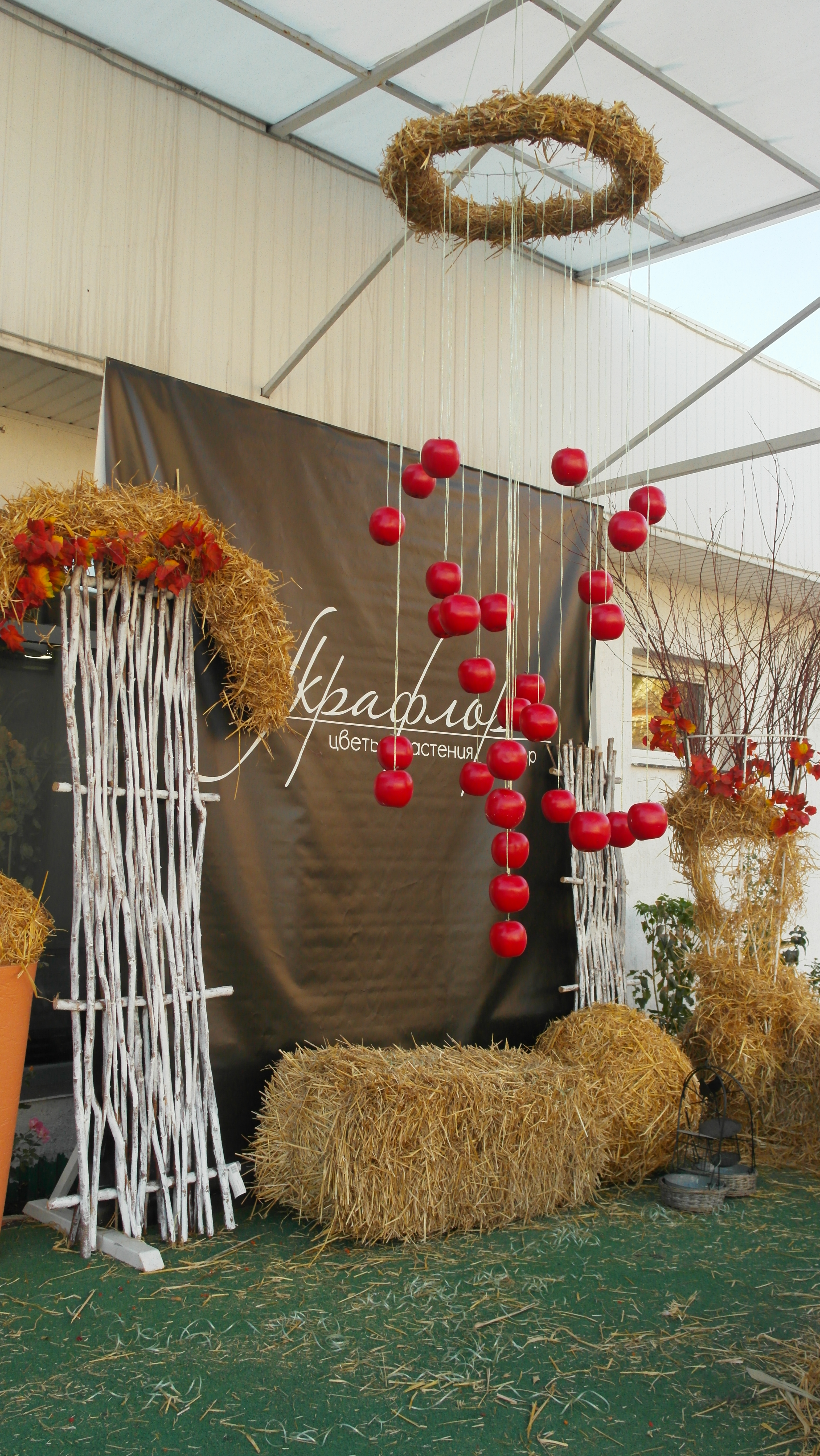
Підприємство «Украфлора» на Салютній вулиці